# Oslo bussterminal
Oslo bussterminal er den centrale busterminal for regionale og landsdækkende buslinier til og fra Oslo. Busterminalen er placeret i bygningen Galleri Oslo i kvarteret Vaterland. Den blev åbnet sammen med bygningen i 1987 og har ikke været placeret andre steder før. Konceptet med en stor fælles busterminal i centrum af Oslo blev planlagt af det daværende trafikselskab Stor-Oslo Lokaltrafikk for linjer mellem Oslo og Akershus og omegn, men den benyttes nu også af linjer fra Oslo til hele landet og til udlandet.
Udenfor selve busterminalen på Schweigaards gate ligger der et sporvogns- og bustoppested, der benyttes af bybusser og sporvogne på Gamlebylinjen. Desuden er der kort vej til Oslo S, mens T-banestationen Grønland ligger i nærheden.

## Kapacitetsproblemer
Konceptet med en stor fælles busterminal i centrum af Oslo blev oprindeligt planlagt af det daværende trafikselskab Stor-Oslo Lokaltrafikk for linjer mellem Oslo og Akershus og omegn. Terminalen blev dimensioneret til 450 daglige afgange. Det tal er imidlertid for længst overgået. I 2010 var der således op til 1.100 afgange og ca. 25.000 passagerer i døgnet. Samme år blev det anslået, at passagertallet ville stige til mellem 35.000 og 40.000 inden 2030, hvis der ikke blev gjort noget.
Der har i årevis været diskussioner om, hvordan udfordringerne med kapaciteten i Oslo bussterminal skal løses. Konklusionen på diskussionen er, at de regionale busser bør ende udenfor indre by, for eksempel ved Bryn/Helsfyr i øst, ved Lysaker/Skøyen i vest og ved Sinsen i nord. Både K2012, KUV Oslo-navet 2015 og M2016 støtter en sådan udvikling: "Busterminalen i Oslo centrum udvikles til an terminal for fjernbusser. Rollen som terminal for regonale busser afvikles, efterhånden som banenettet med tilhørende knudepunkter bliver udviklet." I M2016 bliver der fulgt op på ideen. Her omtales udvikling af knudepunkter, herunder terminaler for regionale busser i "Bryn, Sinsen, Skøyen, Lysaker, Hauketo, Sandvika, Ski og Lillestrøm (ny gadeterminal), samt nye terminaler i Fornebu, Økern, Dyrløkke og Vinterbro (gadeterminal)."
Fagfolk har diskuteret muligheden for at flytte Oslo bussterminal over sporene på Oslo S. Her er der dog større uenighed. Det overordnede indtryk er at Plan- og bygningsetaten har et stærkt ønske om at flytte terminalen, mens Jernbaneverket er klart tilbageholdende. Trafikselskabet Ruter virker pragmatiske, idet de støtter eller har støttet begge forslag.
Hovedargumentet for at flytte terminalen var tidligere kapacitetsproblemerne. Dette argument vil imidlertid miste sin betydning, hvis de regionale busser kommer til at vende udenfor indre by, for så vil den nuværende terminal være stor nok til de resterende busser. I KUV Oslo-navet 2015 som er udarbejdet af Jernbaneverket, Statens vegvesen og Ruter hedder det, at regionale knudepunkter og terminaler ved Ring 3 i betydelig grad vil "reducere behovet for terminalkapacitet for busser i Oslo centrum. Virkeliggørelsen af Knudepunkt Øst i Bryn er en særlig vigtig forudsætning for dette. Oslo bussterminal kan så hovedsageligt være terminal for fjernbusser og Østlandsekspresser. Den nuværende busterminals areal er tilstrækkelig til at dække dette behov."

### Forslag om terminal over sporene på Oslo S
I 2008 gik KLP Eiendom (der ejer Lavblokka vis-à-vis Galleri Oslo) ind for en ny terminal over sporene på Oslo S. Arkitekterne som KLP Eindom havde hyret så for sig, at den nuværende busterminal blev erstattet af butikker i gadeplan, og at Schweigaard gate kunne blive en lysere gade med træer og mere plads som en videreudvikling af kommunens intentioner og planer for et løft af kvarteret. Det ville også rydde op i trafikkaosset.
Plan- og bygningsetaten har i flere år arbejdet for at etablere en ny busterminal over sporene, hvilket blandt andet fremgår af planerne for den nye Oslo S. Plan- og bygningsetaten har desuden foreslået at rive den nuværende terminal ned, så Schweigaards gates kan udvikles til at blive en ren bygade.
I M2016-rapporten, der er udarbejdet af Ruter, Jernbaneverket og Statens vegvesen, foreslås det at etablere terminaler for regionale busser øst og vest for centrum i henholdsvis Bryn og Lysaker og at flytter den nuværende busterminal til en placering over sporene på Oslo S. I rapporten står der:
"Der planlægges en ny busterminal tværs over alle sporene på Oslo S som en del af en helhedsudvikling af Norges største trafikcenter. Kapaciteten på den nuværende busterminal på Schweigaards gate er i praksis fuldt udnyttet. En ny busterminal ved Oslo S giver os en et mere kompakt og funktionelt knudepunkt med højere kapacitet og bedre omstigningsforhold end den nuværende terminal ved Vaterland. Bygning af en ny terminal ved Oslo S bør ses i sammenhæng med anlægsarbejderne for Follobaneprojektet og lægger op til byggestart i 2018 med færdiggørelse i løbet af 2021.

## Linjer
Linjer til og fra terminalen.

### Fylkeskommunal trafik

#### Regionale linjer
Ruter Region:
- 100 Lillestørm
- 110 Lillestrøm
- 130N Sandvika
- 140N Bekkestua
- 150 Bærums verk
- 160 Rykkinn
- 250/250E Slemmestad
- 250N Sætre
- 255E Sætre
- 265E Nesøya
- 300 Blystadlia
- 375 Strømmen
- 380 Lillestrøm
- 390 Nittedal/Hakadal
- 390E Hellerudhaugen
- 400 Veståsen/Oslo lufthavn
- 400E Eltonåsen/Oslo lufthavn
- 400N Eltonåsen
- 470E Eidslia
- 480E Bjørkelangen
- 490E Trøgstad
- 500/500N Drøbak
- 505 Drøbak
- 505E Skorkeberg
- 550 Enebakk
- 590N Son

#### Fjernruter
Brakar Region:
- 169: Lierbyen - Tranby - Lierskogen - Oslo
- 200: Hønefoss – Oslo

Opplandstrafikk:
- 126 Dokka – Hov – Brandbu – Oslo (Landekspressen)

Østfold kollektivtrafikk:
- 9: Mysen – Askim – Oslo

### Kommerciel trafik

#### Ekspresbusruter
NOR-WAY Bussekspress
- NW130 Trysilekspressen: Oslo – Gardermoen – Elverum – Trysil
- NW160 Valdresekspressen: Oslo – Fagernes – Årdalstangen – (Sogndal)
- NW161 Valdresekspressen: Oslo – Fagernes – Beitostølen – (Gjendesheim)
- NW180 Haukeliekspressen: Oslo – Åmot – Haugesund
- NW192 Konkurrenten.no: Oslo – Grenland – Arendal – Kristiansand
- NW194 Grenlandsekspressen: Oslo – Drammen – Hof – Siljan – Skien – Porsgrunn

Vy express / Vy bus4you:
- VY1 Notodden – Kongsberg – Drammen – Oslo
- VY3 Sarpsborg – Moss – Oslo
- VY6 Hvaler – Fredrikstad – Råde – Rygge – Oslo
- VY15 Gjøvik – Skreia – Oslo lufthavn – Oslo
- VY123 Elverum - Oslo (Elverumekspressen)
- VY146 Måløy – Nordfjordeid – Stryn – Otta – Lillehammer – Oslo (Nordfjordekspressen)
- VY146 Ulsteinvik – Volda – Stryn – Otta – Lillehammer – Oslo (Møre-ekspressen)
- VY170 Førde – Skei – Sogndal – Gol – Drammen/Hønefoss/Oslo lufthavn – Oslo (Sogn og Fjordane Ekspressen)
- VY175 Geilo – Gol – Hønefoss – Oslo (Hallingbussen)
- VY190 Kristiansand – Arendal – Risør – Kragerø – Porsgrunn – Oslo (Sørlandsekspressen)
- 300/600 Oslo – Göteborg – Helsingborg – Lund – Malmö – København
- 800/900 Oslo – Karlstad – Kristinehamn – Örebro – Västerås – Stockholm

Lavprisekspressen:
- LP2 Oslo – Grenland – Arendal – Kristiansand – Egersund – Stavanger

FlixBus:
- 600/N600 Oslo lufthavn – Oslo – Karlstad – Örebro – Västerås – Stockholm
- 603 Malmö – Lund – Helsingborg – Halmstad – Göteborg – Oslo
- 613/N613 Hamburg – Lübeck – København – Københavns Lufthavn – Malmö – Helsingborg – Halmstad – Göteborg – Oslo – Oslo lufthavn

#### Flybusruter
Flybussen:
- FB2: Oslo lufthavn, Gardermoen

Unibuss Ekspress:
- Torp-Ekspressen: Sandefjord lufthavn, Torp